# Live War Heroes
Live War Heroes est une bande dessinée de science-fiction française écrite par Fabrice David et dessinée par Éric Bourgier, qui assure également la mise en couleurs. Elle est publiée en 2003 par Soleil dans la collection « Mondes futurs ».

## Albums
- Live War Heroes, Soleil, coll. « Mondes futurs », 2003  (ISBN 2-84565-472-3).
- Live War Heroes, Soleil, coll. « Mondes futurs », 2009  (ISBN 978-2-302-00713-0). Nouvelle couverture.

### Documentation
- Christophe C., « Live War Heroes », sur BD Gest, 14 octobre 2003.